# StuffIt
StuffIt – rodzina programów komputerowych do archiwizacji i kompresji plików. Produkowane były pierwotnie dla komputerów Macintosh, później stworzono wersje dla systemów Microsoft Windows, Linux (x86) i Solaris. Zastrzeżony format kompresji używany przez narzędzia StuffIt jest również nazywany StuffIt.

## Przegląd
StuffIt został pierwotnie opracowany latem 1987 roku przez Raymonda Laua, który był wtedy uczniem Stuyvesant High School w Nowym Jorku. Połączył możliwości fork-combining narzędzi takich jak MacBinary z nowszymi algorytmami kompresji podobnymi do tych używanych w ZIP. W porównaniu z istniejącymi narzędziami na Macu, zwłaszcza PackIt, StuffIt oferował operację „jednego kroku” i wyższe współczynniki kompresji. Do jesieni 1987 roku StuffIt w dużej mierze zastąpił PackIt w świecie komputerów Mac, a wiele stron z oprogramowaniem posunęło się nawet do konwersji istniejących archiwów PackIt, aby zaoszczędzić więcej miejsca.
Wkrótce stał się bardzo popularny i powstał Aladdin Systems, aby go sprzedawać (ostatnią wersją shareware autorstwa Lau była wersja 1.5.1). Podzielili linię produktów na dwie części, oferując StuffIt Classic w oprogramowaniu shareware i StuffIt Deluxe jako pakiet komercyjny. Deluxe dodał szereg dodatkowych funkcji, w tym dodatkowe metody kompresji i integrację z Mac Finderem, aby umożliwić kompresowanie plików z „Magic Menu” bez otwierania samego StuffIt.
StuffIt został kilkakrotnie ulepszony, a Lau usunął się z bezpośredniego rozwoju, ponieważ poważne ulepszenia „wewnętrznej maszynerii” były rzadkie. Ponieważ nowe funkcje i techniki pojawiały się regularnie na platformie Macintosh, narzędzie shareware Compact Pro pojawiło się jako konkurent StuffIt na początku lat dziewięćdziesiątych.
Następnie nastąpiła znaczna aktualizacja konkurencji wraz z wydaniem bezpłatnego StuffIt Expander, aby format był bardziej czytelny, a także udostępnionego StuffIt Lite, który ułatwił produkcję. Wcześniej każdy próbował użyć formatu wymaganego do zakupu StuffIt, dzięki czemu Compact Pro był bardziej atrakcyjny. Ten ruch był sukcesem, a Compact Pro później przestał być używany.
Kilka innych narzędzi do kompresji Mac pojawiło się i zniknęło w latach 90., ale żadne z nich nie stało się prawdziwym zagrożeniem dla dominacji StuffIt. Jedynymi, które spotkały się z szerokim zastosowaniem, były specjalne „ekspandery dysków”, takie jak DiskDoubler i SuperDisk!, które służyły innej niszy. Najwyraźniej jako efekt uboczny, StuffIt po raz kolejny widział kilka ulepszeń. Format pliku zmienił się w wielu poważnych wersjach, co doprowadziło do niezgodnych aktualizacji. Formaty na PC od dawna przewyższały StuffIt pod względem kompresji, zwłaszcza nowsze systemy, takie jak RAR i 7z. Miały one niewielki wpływ na rynek komputerów Mac, ponieważ większość z nich nigdy nie pojawiła się w łatwym w obsłudze programie na komputery Mac.
Wraz z wprowadzeniem systemu Mac OS X nowsze oprogramowanie Mac utraciło swoje forki zasobu i nie potrzebowało już niczego oprócz wbudowanych narzędzi uniksowych, takich jak gzip i tar. Wiele programów „owijających” te narzędzia było dystrybuowanych, a ponieważ pliki te można było otwierać na dowolnym komputerze, były one znacznie bardziej praktyczne niż StuffIt w erze, w której większość danych jest wieloplatformowa. Wraz z wydaniem publicznej wersji beta systemu OS X firma Aladdin Systems wydała StuffIt 6.0, który działa w systemie OS X, a Expander nie polega już na StuffIt Engine™.
Chociaż na rynku było już późno, Aladdin Systems wprowadził zupełnie nowy format StuffIt X we wrześniu 2002 r. wraz ze StuffIt Deluxe 7.0 dla komputerów Macintosh. Został zaprojektowany z myślą o rozszerzalności, obsłudze większej liczby metod kompresji, obsłudze długich nazw plików oraz obsłudze atrybutów plików Unix i Windows. StuffIt X poprawia w stosunku do oryginalnego formatu StuffIt i jego potomków, dodając wiele algorytmów kompresji, takich jak PPM i BWT, do kompresji typu LZW. Dodano również opcję „trybu blokowania” i kilka opcji szyfrowania. W styczniu 2005 r. dodano kompresję JPEG jako opcję kompresji StuffIt X (patrz powiązany „Format SIF” poniżej).
Od połowy lat 90. do przejęcia w 2005 r. przez Smith Micro Software, co zbiega się w czasie z wydaniem Mac OS X 10.4 „Tiger”, StuffIt Expander był dostarczany w pakiecie z systemem operacyjnym Macintosh.
Chociaż pliki Mac zasadniczo nie używały rozszerzeń plików, jednym z podstawowych zastosowań StuffIt było umożliwienie przechowywania plików Mac w systemach innych niż Mac, gdzie wymagane były rozszerzenia. Pliki skompresowane StuffIt zapisują w nich forki zasobu plików Macintosh i zwykle mają rozszerzenie .sit. Nowsze (niekompatybilne wstecz) pliki skompresowane Stuffit X mają rozszerzenie .sitx. Zaszyfrowane archiwa StuffIt utworzone za pomocą wycofanego obecnie narzędzia Private File miały rozszerzenia .pf. Skompresowane przez StuffIt Obrazy dysku ShrinkWrap będą zawierać rozszerzenia .img lub .image. Jednak do zamontowania obrazów lub przekonwertowania ich na nowszy format, czytelny w systemie macOS potrzebna jest klasyczna wersja StuffIt systemu Mac OS.
Smith Micro Software oferuje bezpłatne pobieranie StuffIt Expander na komputery Mac i Windows, które rozszerza (dekompresuje) pliki skompresowane przy użyciu formatów StuffIt i StuffIt X, a także wiele innych skompresowanych, zakodowanych, zaszyfrowanych i segmentowanych formatów. Aplikacja shareware DropStuff umożliwia kompresowanie plików do formatu StuffIt X.
Formaty StuffIt i StuffIt X pozostają, w przeciwieństwie do niektórych innych formatów kompresji plików, zastrzeżone, a Smith Micro Software pobiera opłaty licencyjne za korzystanie z nich w innych programach. Biorąc to pod uwagę, niewiele alternatywnych programów obsługuje ten format.
Istniał także „samorozwijający się” plik StuffIt z rozszerzeniem .sea, który działa jako plik wykonywalny. Istnieje narzędzie o nazwie unsea, które zamienia taki plik wykonywalny w waniliowy plik sit.

## Produkty pochodne

### StuffIt Image Format (SIF)
Na początku 2005 r. został wydany nowy system kompresji JPEG, który regularnie uzyskiwał kompresję rzędu 25% (co oznacza, że rozmiar skompresowanego pliku wynosi 75% oryginalnego rozmiaru pliku) bez dalszej utraty jakości obrazu i z możliwością odbuduj oryginalny plik, a nie tylko oryginalny obraz. (Programy podobne do ZIP zwykle osiągają współczynniki kompresji JPEG w zakresie od 1 do 3%. Programy optymalizujące pliki JPEG bez względu na oryginalny plik, tylko oryginalny obraz, uzyskują współczynniki kompresji od 3 do 10% (w zależności od wydajności oryginalnego pliku JPEG). Programy korzystające z rzadko implementowanej opcji kodowania arytmetycznego dostępnej w standardzie JPEG zazwyczaj osiągają szybkość około 12%.)
Nowa technika została zaimplementowana jako opcja formatu StuffIt X w ich produkcie StuffIt Deluxe. Zaproponowali także nowy format obrazu znany jako SIF, który po prostu składa się z jednego pliku JPEG skompresowanego przy użyciu tej nowej techniki.
Do czasu zgłoszenia patentu zachowują znajomość szczegółów tego algorytmu jako tajemnicy handlowej.

### StuffIt Wireless
5 lipca 2005 r. Smith Micro Software ogłosiło przejęcie i zamiar rozszerzenia nowej techniki rekompresji JPEG na platformy bezprzewodowe i inne formaty plików. W pierwszym komunikacie prasowym i wstępnych informacjach po raz pierwszy użyto tytułu „StuffIt Wireless”.

## Istotne funkcje

### Duplicate Folding
Duplicate Folding™ to funkcja, która oszczędza jeszcze więcej miejsca, przechowując tylko jedną kopię duplikatu pliku w archiwum.

## Problemy

### Kompatybilność wsteczna
Zmiany w oprogramowaniu do kompresji Stuffit, które według autora są uaktualnieniami, często uniemożliwiają wcześniejszym wersjom Stuffit dekompresowanie nowszych archiwów bez uprzedniego pobrania lub zakupu nowej wersji. Ta niezgodność może być niewygodna w przepływach pracy, w których ważne jest terminowe wykonanie. Chociaż użytkownicy mogą tworzyć archiwa w starszym formacie, ta funkcja nie jest wyraźnie widoczna.

## Alternatywy
macOS zawiera narzędzie archiwizujące, które jest kompatybilne z otwartymi formatami ZIP, gzip i bzip2. W wersjach od 10.3 (Panther) zachowuje teraz forki zasobu w formacie ZIP, więc Stuffit nie jest już wymagany do kompresji plików Mac. ZIP jest również de facto standardem, dzięki czemu jest powszechnie akceptowany do archiwizacji i udostępniania.
Podczas gdy StuffIt był standardowym sposobem pakowania oprogramowania Mac do pobrania, natywne skompresowane obrazy dysku macOS (DMG) w dużej mierze zastąpiły tę praktykę.
StuffIt może być nadal używany w sytuacjach, w których wymagane są jego specyficzne funkcje (edycja / przeglądanie archiwów, lepsza kompresja, kompresja JPEG, szyfrowanie, stare pakiety). Alternatywą typu open source może być Unarchiver, nawet jeśli nie obsługuje nowszych formatów plików StuffIt. Niektóre oprogramowanie innych firm, takie jak zamiennik Path Finder dla Findera, korzysta z pakietu SDK Stuffit, aby uzyskać wszystkie funkcje programu Stuffit.